# Liste der Kulturdenkmäler in Idenheim
In der Liste der Kulturdenkmäler in Idenheim sind alle Kulturdenkmäler der rheinland-pfälzischen Ortsgemeinde Idenheim aufgeführt. Grundlage ist die Denkmalliste des Landes Rheinland-Pfalz (Stand: 27. Juni 2022).

## Einzeldenkmäler
| Bezeichnung                          | Lage                                      | Baujahr                            | Beschreibung | Bild                           |
| ------------------------------------ | ----------------------------------------- | ---------------------------------- | --- | ------------------------------ |
| Fronleichnamskapelle                 | Brunnenberg Lage                          | 1895                               | neugotischer Kalksteinbau mit Sandsteinfassade, 1895; bauzeitliche Ausstattung erhalten                                             | BW                             |
| Quereinhaus                          | Brunnenberg 9 Lage                        | 1795                               | Quereinhaus mit Kniestock, bezeichnet 1795, Scheune mit Schleppdach, bezeichnet 1864                                                | BW                             |
| Wegekreuz                            | Brunnenberg, Ecke Im Unterdorf Lage       | 17. oder 18. Jahrhundert           | barockes Schaftkreuz | BW                             |
| Katholische Pfarrkirche St. Nikolaus | Hauptstraße/Kirchstraße Lage              | 1924–26                            | neubarocker Putzbau mit Doppelturmfassade, 1924–26, Architekt Peter Marx, Trier; bauzeitliche Ausstattung erhalten; ortsbildprägend | weitere Bilder Fotos hochladen |
| Kapelle                              | Hauptstraße Lage                          | 1920                               | neugotischer sandsteingegliederter Kalksteinquaderbau, bezeichnet 1920                                                              | BW                             |
| Wohnhäuser                           | Hauptstraße 3, 3b Lage                    | 1840 und 1842                      | zwei vierachsige Zeilenwohnhäuser mit Kniestock, bezeichnet 1840 und 1842                                                           | BW                             |
| Tür                                  | Hauptstraße, an Nr. 5 Lage                | 1880                               | Haustür, reich geschnitzte Eichenholztür, 1880                                                                                      | BW                             |
| Wohnhaus                             | Hauptstraße 6 Lage                        | vor 1834                           | ehemaliges Flurküchenhaus, bezeichnet 1834 (Umbau)                                                                                  | BW                             |
| Altes Schulhaus                      | Hauptstraße 7 (?) Lage                    | 1915                               | altes Schulhaus, 1915, mit originalem Innenausbau; Ensemblewirkung mit der katholischer Kirche                                      | BW                             |
| Wohnhaus                             | Hauptstraße 7a Lage                       | 1776                               | zwei Achsen eines barocken Wohnhauses, bezeichnet 1776                                                                              | BW                             |
| Wohnhaus                             | Hauptstraße 9 Lage                        | 1840                               | fünfachsiges Wohnhaus mit Kniestock, bezeichnet 1840                                                                                | BW                             |
| Friedhofskreuz und Grabmal           | Hauptstraße, auf dem Friedhof Lage        | zweite Hälfte des 19. Jahrhunderts | historistisches Friedhofskreuz, zweite Hälfte des 19. Jahrhunderts; Grabmal Peter Zens, 1920                                        | BW                             |
| Kapelle                              | Hauptstraße, Ecke Meilbrücker Straße Lage | 1896                               | sandsteingegliederter Kalksteinbau, bezeichnet 1896                                                                                 | BW                             |
| Wegekreuz                            | Im Unterdorf, bei Nr. 4a Lage             | 1685                               | Schaftkreuz, bezeichnet 1685, Abschlusskreuz nicht zugehörig                                                                        | BW                             |
| Hofanlage                            | Meilbrücker Straße 3 Lage                 | 1873                               | Streckhof, bezeichnet 1873; rückwärtig Scheune, bezeichnet 1867                                                                     | BW                             |
| Hofanlage                            | Meilbrücker Straße 14 Lage                | 1882                               | Dreiseithof; Wohnhaus, bezeichnet 1882, Waschkücheneingang bezeichnet 1890                                                          | BW                             |
| Hofanlage                            | Ringstraße 1 Lage                         | 1833                               | Wohnhaus, bezeichnet 1833, Ergänzung zum Streckhof bezeichnet 1893                                                                  | BW                             |
| Quereinhaus                          | Sülmer Straße 2 Lage                      | 1913                               | Quereinhaus, bezeichnet 1913 | BW                             |
| Wegekreuz                            | Sülmer Straße, vor Nr. 7 Lage             | frühes 16. Jahrhundert             | Nischenkreuz, wohl aus dem frühen 16. Jahrhundert                                                                                   | BW                             |
| Wegekreuz                            | nördlich des Ortes an der K 33 Lage       | 16. Jahrhundert                    | Wegekreuz, wohl noch aus dem 16. Jahrhundert, 1857 erneuert                                                                         | BW                             |
| Zittinger Kreuz                      | nordwestlich des Ortes Lage               | 1741                               | reliefiertes Wegekreuz, bezeichnet 1741                                                                                             | BW                             |